# Augustus Radcliffe Grote
Pour les articles homonymes, voir Grote.
Augustus (ou August) Radcliffe Grote (7 février 1841 à Aigburth près de Liverpool - 19 septembre 1903 à Hildesheim) est un entomologiste américain d'origine britannique.

## Biographie
Il naît d’un père allemand et d’une mère galloise. Lorsqu'il a sept ans, sa famille s’installe dans une grande ferme acquise par son père à Staten Island près de New York. Le jeune Grote passe son enfance à parcourir la campagne à la découverte de la nature et notamment des papillons. À dix ans, il commence une collection d’insectes qu’il détermine à l’aide du Handbuch für Schmetterlingsliebhaber de Johann Wilhelm Meigen (1764-1845). Les ouvrages de John Goodlove Morris (1803-1895), notamment Synopsis of North America Lepidoptera, lui font découvrir la taxinomie.
Son père, ayant investi son argent dans la Staten Island Railway, est ruiné par la panique de 1857, aussi le jeune Grote est obligé d’interrompre sa préparation destinée à le faire entrer à l'université Harvard et doit regagner le continent pour poursuivre ses études. Il revient seulement quelques années plus tard obtenir son Bachelor of Arts au Lafayette College de Pennsylvanie.
Grote se marie en 1870 et s’installe en Alabama en 1870. Durant sa résidence en Alabama, il étudie un papillon nuisible du coton, Alabama argillacea (Hübner, 1823). Il se rend à Washington pour tenter d’intéresser le gouvernement à ce sujet, mais sans succès. Il voit alors, à sa grande déception, la constitution d’une commission d’étude sur ce nuisible, composée de Charles Valentine Riley (1843-1895), de Alpheus Spring Packard (1839-1905) et de Cyrus Thomas (1825-1910), dont il est exclu. Grote en retire une grande rancœur contre Riley, qu’il accuse d’en être responsable. Cette commission emploiera néanmoins Grote en 1878 pour qu’il étudie les insectes nuisibles au coton dans les États de Floride, de Géorgie et d'Alabama. Son rapport sera incorporé dans le volume des travaux de la commission de 1885.
Après la mort de sa femme en 1873, il s’installe dans l’État de New York, où il travaille avec la Buffalo Society of Natural History. Il entreprend la publication de The North American Entomologist, dont la publication s’interrompt après le premier numéro. Il se lie d’amitié avec Coleman Townsend Robinson (1838-1872), un riche new yorkais. Grote est passionné également par la poésie et la musique. La publication de son ouvrage The New Infidelity (que l'on peut traduire par « La Nouvelle Infidélité ») fait l’objet autant de reproches que de critiques et est ignoré par le public.
À la mort de son père en 1880, Grote retourne dans la maison familiale de Staten Island en emportant avec lui sa collection de papillons très réputée et qui était en dépôt à la Buffalo Society of Natural History. Durant son séjour à Staten Island, il exerce une grande influence sur le jeune William Thompson Davis (1862-1945), qui deviendra un grand naturaliste spécialiste notamment des hémiptères.
En 1884, il s’installe à Brême en Allemagne, où il demeure dix ou onze ans et où il se remarie. Il part à Hildesheim, où il passe les neuf dernières années de sa vie. Il exerce la fonction d’assistant honoraire du Musée Roemer. Il tente de revenir aux États-Unis, ainsi que d’entrer au British Museum, mais sans succès, ce qui le rend assez amer.
Après sa mort, sa collection, longtemps proposée aux États-Unis pour la somme de 5 000 dollars afin de rembourser les dettes contractées par Grote, est finalement acquise par le British Museum.

## Œuvres
- The effect of the glacial epoch upon the distribution of insects in North America, Salem, Mass., imprimé par les Salem press, 1876.
- Notes on the Sphingidæ of Cuba, Philadelphia, 1865.
- Check list of the Noctuidae of America, north of Mexico… I - II. Buffalo, N. Y., 1875-1876.

## Source
- Arnold Mallis (1971). American Entomologists, Rutgers University Press (New Brunswick) : xvii + 549 p.